# Pseudothecadinium campbellii
Pseudothecadinium campbellii is een soort in de taxonomische indeling van de Myzozoa, een stam van microscopische parasitaire dieren. Het organisme komt uit het geslacht Pseudothecadinium en behoort tot de familie [[]]. Pseudothecadinium campbellii werd in 2006 ontdekt door Hoppenrath & Selina.